# Cylindromyia brassicaria

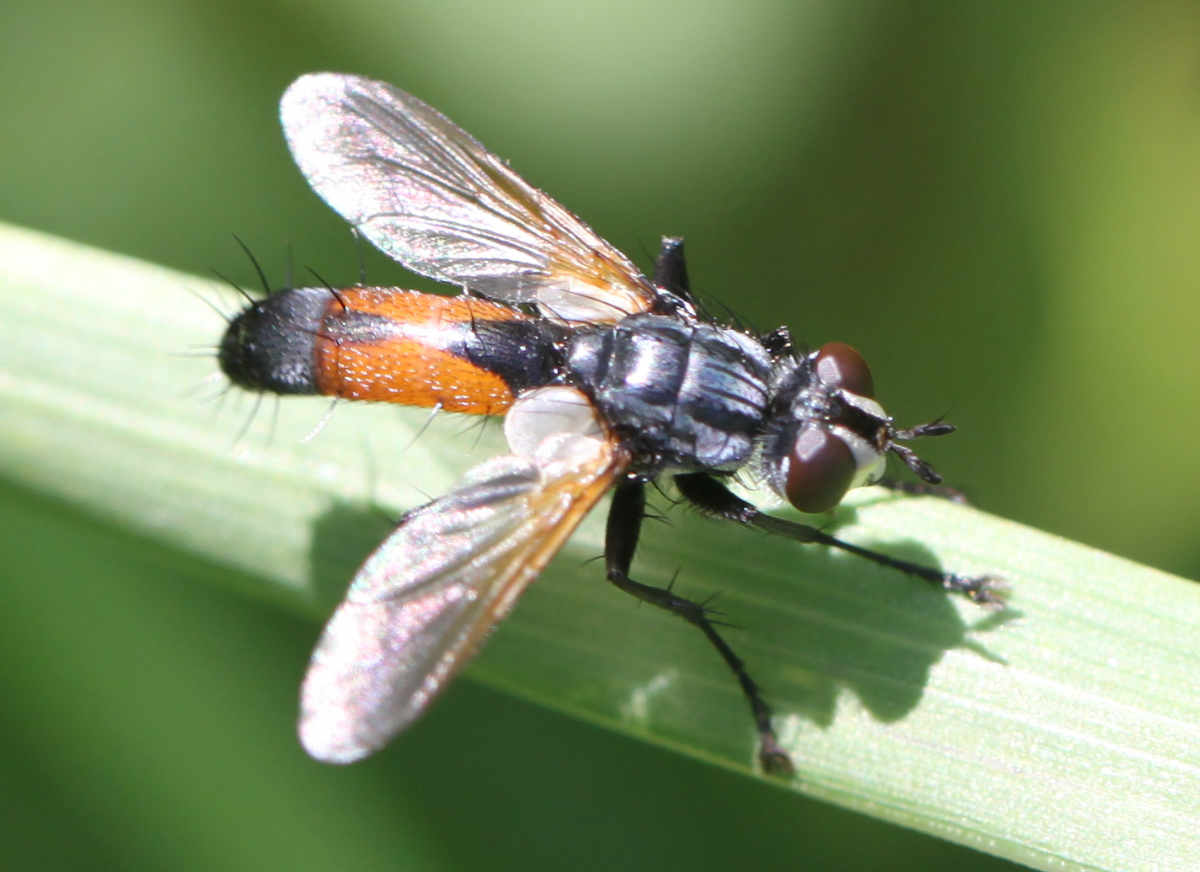
Cylindromyia cf. brassicaria

Cylindromyia brassicaria ist ein Zweiflügler aus der Familie der Raupenfliegen (Tachinidae).  

## Merkmale
Cylindromyia brassicaria erreicht eine Körperlänge von 9–13 mm. Der mittlere Abschnitt des Hinterleibs der ansonsten grauschwarz gefärbten Fliegen ist orange. In den orange-farbenen Bereich ragt an der Oberseite von vorne und von hinten jeweils ein schwarzer Keil. Die Fliegen weisen schwarze Borsten auf. Die transparenten Flügel sind an der inneren Vorderkante orange gefärbt. Unterhalb der Flügel befinden sich weiße Lappen. Beim Weibchen sind die rotbraunen Augen durch einen weißen Bereich mit schwarzem Mittelstrich getrennt.

## Verbreitung
Cylindromyia brassicaria kommt in weiten Teilen Europas vor. Ihr Verbreitungsgebiet umfasst neben Mitteleuropa die Britischen Inseln, Skandinavien und Südeuropa.

## Lebensweise
Den typischen Lebensraum von Cylindromyia brassicaria bilden Wiesen und Hecken. Die Imagines fliegen von Juni bis August. Man findet sie an Wiesen-Bärenklau (Heracleum sphondylium), wo sie an Pollen und Nektar saugen. Cylindromyia brassicaria gehört zur Unterfamilie Phasiinae, deren Vertreter ihre Eier an Wanzen ablegen und deren geschlüpfte Larven sich innerhalb des entsprechenden Wirts entwickeln. Für Cylindromyia brassicaria sind folgende Wirtstiere bekannt: neben der Beerenwanze (Dolycoris baccarum) werden Peribalus strictus, die Grüne Stinkwanze (Palomena prasina), Aelia rostrata, Eurygaster integriceps und die Streifenwanze (Graphosoma lineatum) genannt.